# Marathon van Madrid 1985
De marathon van Madrid 1985 werd gelopen op zondag 28 april 1985. Het was de achtste editie van deze marathon.
De overwinning bij de mannen ging naar de Spanjaard Antonio Canovas in 2:22.31. Hij finishte in dezelfde tijd als zijn landgenoot Fernando Diaz. De Venezolaan Jose Angel Zapata werd derde in 2:22.50. Bij de vrouwen was de Spaanse Joaquina Casas het snelste; zij won de wedstrijd in 2:48.55.

## Uitslagen

### Mannen
| rang   | naam              | land | tijd    |
| ------ | ----------------- | ---- | ------- |
| Goud   | Antonio Canovas   | ESP  | 2:22.31 |
| Zilver | Fernando Diaz     | ESP  | 2:22.31 |
| 4      | Jose Angel Zapata | VEN  | 2:22.50 |
| 8      | Santiago Manguan  | ESP  | 2:24.41 |

### Vrouwen
| rang   | naam           | land | tijd    |
| ------ | -------------- | ---- | ------- |
| Goud   | Joaquina Casas | ESP  | 2:48.55 |
| Zilver | Betty Conover  | USA  | 2:53.39 |

1978 ·
1979 ·
1980 ·
1981 ·
1982 ·
1983 ·
1984 ·
1985 ·
1986 ·
1987 ·
1988 ·
1989 ·
1990 ·
1991 ·
1992 ·
1993 ·
1994 ·
1995 ·
1996 ·
1997 ·
1998 ·
1999 ·
2000 ·
2001 ·
2002 ·
2003 ·
2004 ·
2005 ·
2006 ·
2007 ·
2008 ·
2009 ·
2010 ·
2011 ·
2012 ·
2013 ·
2014 ·
2015 ·
2016 ·
2017